# William B. Helmreich
Sir William Benno Helmreich (Zurigo, 25 agosto 1945 – Great Neck, 28 marzo 2020) è stato un saggista e docente statunitense.
Insegnava sociologia al City College di New York, al Colin Powell School for Civic and Global Leadership e al Graduate Center of the City University of New York.
Helmreich era professore illustre al City University of New York, specializzato in relazioni razziali ed etniche, religione, immigrazione, comportamento a rischio, sociologia di New York City, sociologia urbana, comportamento dei consumatori e ricerche di mercato.

## Carriera
Helmreich nacque nel 1945 a Zurigo, da genitori sopravvissuti all'olocausto. L'anno dopo fu portato negli Stati Uniti, crescendo a New York City, nell'Upper West Side di Manhattan.
Helmreich scrisse sui suoi primi anni il libro Wake Up, Wake Up, to Do the Work of the Creator (una frase che, in Yiddish, veniva detta da coloro che andavano di casa in casa per risvegliare i fedeli alla preghiera quotidiana).
Quando gli è stato chiesto delle registrazioni di "molti dei famosi Roshei Yeshiva del passato" che aveva intervistato, egli rispose "Hai ancora le registrazioni? [...] Un tempo pensavo di averlo fatto, ma sembra che tutto quello che ho sono le trascrizioni". Queste le donò alla sua alma mater, la Yeshiva University.

### Opere
- The Black Crusaders (1973)
- The things they say behind your back (1982)
- The World of the Yeshiva (1982)
- Flight Path (1989)
- Against All Odds (1992)
- The Enduring Community (1998)
- What Was I Thinking (2010)
- The New York Nobody Knows (2013)
- The Brooklyn Nobody Knows (2016)
- The Manhattan Nobody Knows (2018)

## Morte
Helmreich morì di COVID-19 il 28 marzo 2020, a Great Neck all'età di 74 anni, agli inizi della pandemia di COVID-19.